# نادر برهانی مرند
نادر برهانی مرند زاده ۱۳۴۹، نویسنده، کارگردان و بازیگر تئاتر اهل ایران است.

## زندگی
وی دارای کارشناسی مدرک نمایش با گرایش ادبیات نمایشی و کارشناسی ارشد نمایش با گرایش بازیگری و کارگردانی را از دانشکده سینما و تئاتر دانشکده هنر دریافت نموده‌است.

## فعالیت
- عضو شورای عالی تئاتر فجر
- عضو شورای سیاست گذاری رادیو نمایش
- عضو کمیته آموزش صدا
- مدیر دفتر ادبیات نمایشی مرکز هنرهای نمایشی رادیو
- مدیر گروه نمایش و ادبیات «رادیو نمایش»
- مدیر و سردبیری برنامه‌های رادیویی «جمعه‌ها با تئاتر»، «پرده دوم»، «در آدینه با نمایش»، «گفتگوی هنر»، «نمایش اقتصاد»، «از رمان تا نمایش»، «کارنامه»"

| - در منطقه جنگی - پالتو - آلین یازی سی - المیرا در آتش - شبهای آوینیون - شب‌های انتظار - مرد مومی - جزیره - زندگی - پائیز - تولد - چیستا - مرغابی وحشی - تهران زیر بال فرشتگان - کابوس‌های یک پیرمرد بازنشستهٔ ترسو - رومولوس - رؤیای هالیوود - نوشته - جزیره - مرد مومی - شکارگاه ممنوع - تیغ کهنه - نسیم حضور - یک راز کوچک - باغ زیتون | - ببین چه برفی می‌آید - باران اگر بخواهد - تنهاترین زیبای مرده - اپیزودهای مرگبار - تولد - پاییز - چیستا - تهران زیر بال فرشتگان - خانه غزل‌خوان - داستانهای شگفت واقعی واقعی واقعی - کمپ ۱۳ - برای سایه نوشتنها - کابوسهای یک پیرمرد خائن ترسو |  |

## جوایز
- جایزه سوم کارگردانی از جشنواره تئاتر فجر برای نمایش «تیغ کهنه»
- جایزه دوم نمایشنامه نویسی و سوم کارگردانی از جشنواره تئاتر فجر برای نمایش «پاییز»
- جایزه دوم نمایشنامه‌نویسی از جشنواره تئاتر فجر برای نمایشنامه «ببین چه برفی می‌آید»
- لوح تقدیر بازیگری از جشنواره تئاتر فجر برای بازی در نمایش «شبهای آوینیون»